# 823
823 (DCCCXXIII, na numeração romana) foi um ano comum do século IX, do Calendário Juliano, da Era de Cristo, teve início a uma Quinta-feira e terminou também a uma Quinta-feira, e a sua letra dominical foi D.
| Ano completo                        |
| ----------------------------------- |
| Ano comum com início à quinta-feira |

## Eventos
- Fim do cerco de Constantinopla iniciado em 821 pelo rebelde bizantino Tomás, o Eslavo.

## Nascimentos
- Maomé I, emir de Córdova  (m. 886).

## Mortes
- Tomás, o Eslavo - comandante militar Império Bizantino que liderou uma das maiores revoltas da história bizantina  (n. c. 760).[1]